# 강원랜드배 한중 바둑대전
강원랜드배 한중 바둑대전(중국어: 中韓圍棋擂台賽)은 문화관광산업 발전과 홍보를 위해 강원랜드가 후원하고 한국기원, 바둑TV가 주최한다. 강원랜드배 한중 바둑대전은 한국과 중국 선수들이 각각 6명씩 출전해 연승전 방식으로 진행된다.

## 상금
- 우승상금은 1억 5천만원, 준우승은 5천만원이다.
- 3연승 시 5백만원의 연승상금이 있으면, 이후 1승씩마다 5백만원의 보너스 상금이 주어진다.

## 대국규정
- 제한시간은 각자 30분, 30초 초읽기 3회.

## 대회결과

### 강원랜드배
| 회수 | 연도   | 우승       | 준우승         |
| ---- | ------ | ---------- | -------------- |
| 1    | 2006년 | 중국 (6-4) | 대한민국 (4-6) |

#### 제1회 (2006)
| 대국 | 날짜            | 승자                | 패자          | 결과       |
| ---- | --------------- | ------------------- | ------------- | ---------- |
| 1    | 2006년 2월 6일  | 이세돌9단           | 퍄오원야오4단 | 백 불계승  |
| 2    | 2006년 2월 7일  | 천야오예5단 (2연승) | 이세돌9단     | 백 1.5집승 |
| 3    | 2006년 2월 8일  | 천야오예5단 (2연승) | 홍성지4단     | 백 2.5집승 |
| 4    | 2006년 2월 9일  | 안조영9단 (3연승)   | 천야오예5단   | 백 불계승  |
| 5    | 2006년 2월 10일 | 안조영9단 (3연승)   | 왕시5단       | 백 0.5집승 |
| 6    | 2006년 3월 20일 | 안조영9단 (3연승)   | 뤄시허9단     | 흑 0.5집승 |
| 7    | 2006년 3월 21일 | 창하오9단 (4연승)   | 안조영9단     | 흑 불계승  |
| 8    | 2006년 3월 22일 | 창하오9단 (4연승)   | 김동엽9단     | 백 불계승  |
| 9    | 2006년 3월 23일 | 창하오9단 (4연승)   | 조훈현9단     | 흑 5.5집승 |
| 10   | 2006년 3월 24일 | 창하오9단 (4연승)   | 이창호9단     | 백 3.5집승 |